# Coryphaenoides bucephalus
Coryphaenoides bucephalus és una espècie de peix de la família dels macrúrids i de l'ordre dels gadiformes.

## Morfologia
- Els mascles poden assolir 59 cm de llargària total.[5][6]

## Hàbitat
És un peix d'aigües profundes que viu entre 1480-2880 m de fondària.

## Distribució geogràfica
Es troba des de Panamà fins al Perú, incloent-hi les Illes Galápagos.